# Aphaenogaster pythia
Aphaenogaster pythia är en myrart som beskrevs av Auguste-Henri Forel 1915. Aphaenogaster pythia ingår i släktet Aphaenogaster och familjen myror. Inga underarter finns listade i Catalogue of Life.